# انجیراوند
انجیراوند، روستایی از توابع بخش خرانق شهرستان اردکان در استان یزد ایران است.روستایی بسیار زیبا و سرسبز

## جمعیت
این روستا در دهستان زرین قرار دارد و براساس سرشماری مرکز آمار ایران در سال ۱۳۸۵، جمعیت آن ۱۱۸ نفر (۴۲خانوار) بوده‌است.
انجیر آوند" بهشت گمشده‎‎ای در کویر اردکان
در فاصله 63 کیلومتری شمال شرق اردکان، روستایی واقع شده که سنگ‏‏ نگاره‏‏‌های ثبت نشده آن که تاکنون به علت سیل، سه مرتبه نیز تغییر مکان داده، قدمتی بیش از هفت هزار سال را نشان می‎‎دهد.
در فاصله 63 کیلومتری شمال شرق اردکان، روستایی واقع شده که سنگ‏‏ نگاره‏‏‌های ثبت نشده آن که تاکنون به علت سیل، سه مرتبه نیز تغییر مکان داده، قدمتی بیش از هفت هزار سال را نشان می‎‎دهد.
"انجیرآوند"، روستایی در دل خشکیده کویر بخش خرانق است که همچون "بهشتی گمشده" در دل کویر، چشم هر بیننده‏‏ ای را به خود جلب می‎‎کند.
به گزارش خبرنگار خبرگزاری دانشجویان ایران(ایسنا) – منطقه یزد، روستای "انجیرآوند" که به زبان محلی "هنجرآوند" نیز خوانده می‏‏ شود، طبق آخرین سرشماری رسمی کشور، تنها جمعیتی معادل 15 مرد و زن پرتلاش را در دل خود جای داده که البته در مهمان نوازی و مردم داری شهره هستند تا جایی که در فصل تابستان و زمان برداشت محصول "زردآلود" جمعیتی بالغ بر 200 نفر را در خود اسکان می‏‏ دهد و گاهی با حضور مهمانان و گردشگران، میزبان بیش از دو هزار مسافر در سال نیز است.
"نادر پیری اردکانی" محقق و پژوهشگر اردکانی و دبیر انجمن حامیان میراث کهن در گفت‏‏ وگو با خبرنگار ایسنا – منطقه یزد، در مورد قدمت این روستا به وجود دو آسیاب آبی که با قدمتی نامشخص در این روستا، یک دیگ مسی که سال 126 هجری روی آن حک شده و نیز وجود بوکن‏‏هایی که قدمتی بیش از هزار سال دارند، اشاره می‏‏ کند.
وی همچنین با اشاره به وجود چند درخت توت و چنار با بیش از یک قرن عمر در این روستا، ادامه می‎‎دهد: جاذبه‎‎های طبیعی این روستا، وجود دو چشمه جوشان طبیعی آب، آب و هوای معتدل در ایام تابستان و انواع درختان میوه از جمله زردآلو، بادام و گردو در این روستا، گردشگران و طبیعت‏‏ گردان زیادی را به خود جذب کرده است.
پیری اردکانی از دیگر جاذبه‎‎‎های انجیرآوند را وجود کوه‏‏ های کم ارتفاع و مناسب برای کوهنوردی خانوادگی، همچنین وجود گیاهان دارویی از جمله آویشن، زیره سیاه و آنغوزه ذکر می‏‏ کند که هر ساله جمعیت زیادی را برای تهیه این نعمت‏‎‏های خدادادی به این روستا می‎‎کشاند.
وی با بیان این که قلعه تاریخی روستا احتمالاً قدمتی مربوط به دوران قبل از قاجاره دارد، اظهار می‏‏ کند: این روستا دارای یک قنات با 400 متر طول است که به شیوه‎‎ای استادانه با کوره‏‏ هایی متفاوت، حفر شده است.